# Escuela Preparatoria Venice (California)
Escuela Preparatoria Venice (Venice High School) es una escuela preparatoria (high school) en el barrio Mar Vista en Los Ángeles, California, cerca del barrio Venice. Es una parte del Distrito Escolar Unificado de Los Ángeles (LAUSD por sus siglas en inglés).
Abbot Kinney presidió el desarrollo de la preparatoria. La Venice Union Polytechnic High School se abrió en 1911. El sitio de la escuela actual fue comprado por $72.500 en 1913. Un nuevo edificio de ladrillo se abrió en el 28 de octubre de 1914. Se unió LAUSD y su nombre se cambió a Venice High School en 1925. El terremoto Long Beach destruyó ese edificio en 1933. Sus edificios actuales se abrieron en 1935.
Tiene una estatua de Myrna Loy y exposiciones vitrina de exalumnos famosos.
A partir de 2015 la preparatoria tiene clases de chino mandarín.

## Exalumnos
- Walter Cunningham[5]
- Gogi Grant[5]
- Myrna Loy[5]